# 康提
康提（僧伽罗语：මහ නුවර ；泰米尔语：கண்டி ；英语：Kandy），斯里兰卡中部城市，中央省省会。2001年人口110049人。1592年起为斯里兰卡首都和佛教圣城。1815年被英国征服。此后康提不再是斯里兰卡的首都，但是保持了佛教朝圣地的地位，其名胜包括佛牙寺（Sri Dalada Maligawa）等。1988年康提被联合国教科文组织列为世界遗产地。

## 历史

### 地名
康提及其周边曾有多个不同版本的名称。有的学者提出其原名应为Katubulu Nuwara，不过更广泛的观点是Senkadagala或Senkadagalapura，全称是Senkadagala Siriwardhana Maha Nuwara（意为辉煌之城Senkadagala），简称Maha Nuwara。根据传说，这个名字有多种可能的来源，其一是住在附近的山洞中的婆罗门名为Senkanda，其二是Vikramabahu三世的王后名为Senkanda，其三是一块彩色宝石名为Senkadagala。康提王国也有很多名称。英文名Kandy来源于殖民时期，是盎格鲁化的本地名Sinhalese Kanda Uda Rata（意为山上之地）或Kanda Uda Pas Rata（意为山上五郡）。葡萄牙语名字Candea也是缩写。僧伽罗语里康提的名字（音Maha Nuvara）即为伟大之城或首都之意。

### 建立
历史记录显示Vikramabahu三世（1357-1374年）最早建立了康提城。他是Gampola王国（Watapuluwa地区附近，比现代的同名城池稍北）的国王。

### 早年：康提王国都城
康提王国最早的国王是Sena Sammatha Wickramabahu（1473–1511），他是Kotte皇室成员，当时康提王国是Kotte王国的附属国，康提城即为都城。第二任至第五任国王分别是Jayaweera Astana，Karaliyadde Bandara（1551–1581)、女王Dona Catherina of Kandy (1581-1581)、Rajasinha一世。Rajasinha一世从西方的岛国Sitawaka统治康提。之后经历一段权利争夺后，Konappu Bandara取得王位（称Vimaladharmasuriya一世），并开始将佛教更进一步并入世俗权力，他把佛牙从Delgamuwa请到康提。
1592年，康提成为斯里兰卡岛上最后一个仍独立的王国（沿岸诸国此时已相继被葡萄牙征服。），并在接下来的几个世纪中成功抵御了葡萄牙人以及后来的荷兰殖民者和英国殖民者的多次侵略，甚至发起过几次主动攻击。其中1761年Kirti Sri Rajasinha国王几乎把荷兰殖民者赶出斯里兰卡，当时荷兰仅剩尼甘布（Negombo）最后一个堡垒未被攻克。然而1763年荷兰人卷土重来，Kirti Sri Rajasinha被迫撤回内陆，荷兰人试图进攻内陆时在丛林遭遇炎热、疾病、给养匮乏、以及康提射手的狙击，损失重大。1765年1月，荷兰人重新组织进攻，以砍刀替换刺刀，并配备了适合丛林作战的军服，这次他们成功夺取了康提首都（康提人主动弃城撤退到丛林），但是荷兰士兵疲于作战，双方于1766年签订了停战协议。荷兰人之后一直控制着沿岸地区直到1796年因拿破仑战争而被英国人取代。1802年，根据亚眠和约，英国对斯里兰卡的殖民占领正式化。第二年，英国发动了首次侵略康提的第一次康提战争，但以失败告终。
康提王国最后一个王朝是坦贾武尔纳亚克政权。一直到19世纪初，康提一直保持独立。在第二次康提战争中，英国人于1815年2月10日占领康提城，并于3月2日签署了康提协定。协定中，康提承认英王的统治，并成为英国附庸。末代国王Sri Vikrama Rajasinha被拘禁于英国在印度的Vellore堡。其他皇室成员也被放逐到坦焦尔。他们往昔的住所现在被称为Kandy Raja Aranmanai，位于坦贾武尔。

### 殖民时期
在英国殖民时期，尤其是Uve反抗运动之后，康提的变化是巨大的。劳瑞爵士（Sir Lowry）写道：1818年的反抗运动期间，英国在康提地区的统治是可耻的，起义首领的家族里几乎无人生还，即使是没有被刀枪处死，霍乱、天花和饥饿也夺走了成百上千的生命。幸存的人变得冷漠而无动于衷，之后政府任何尝试作为都无疾而终。
1848年的Matale起义前，英国在这片土地上统治了32年，征用了大量农地并使农民陷入赤贫。英国殖民者强迫原住民放弃传统的农耕生活方式，去新的种植园工作，但工作条件很差，康提人不愿就范，英国人不得不从印度南部的泰米尔区运送数十万劳工。1848年7月26日，起义爆发了。Gongalegoda Banda加冕为国王，Puran Appu成为总理。他们的主要目标是从英国手中收复康提。Matale起义是一场平民发起的农民起义，Uve反抗运动后，康提的统治阶层已被血洗，也促使了康提的反抗运动从传统封建的反殖民运动转变为现代独立运动。
1944年第二次世界大战期间，盟军在东南亚的指挥部迁至康提直到战争结束。

### 骚乱
2018年2月底，一名僧伽罗人在康提地区被４名穆斯林袭击，于3月3日医治无效身亡。随后，康提及附近地区发生多起暴力冲突事件。斯里兰卡政府６日宣布，由于部分地区发生暴力事件，全国进入紧急状态。截至3月18日，康提及附近地区暴力事件已导致3人死亡、400余间民居和商铺受损，并有清真寺遭到破坏。超过280人因涉嫌参与暴力事件或在社交媒体传播仇恨言论被捕。同日斯里兰卡总统西里塞纳宣布解除全国紧急状态。

## 地理

### 气候
康提位于海岛中部海拔较高，相对斯里兰卡其他地区特别是沿岸的热带气候，更湿润凉爽。每年十二月至次年四月是干季
。五月至七月以及十二月至1月则是雨季，天气较不稳定。斯里兰卡位于北半球，康提最冷的月份是一月，最热的月份是七月。从三月到五月的雨季间歇期间，降雨量较小但湿度很大 经常能达到70%到79%。
| 康提              | 康提        | 康提        | 康提        | 康提        | 康提        | 康提        | 康提        | 康提        | 康提        | 康提        | 康提        | 康提        | 康提         |
| 月份              | 1月         | 2月         | 3月         | 4月         | 5月         | 6月         | 7月         | 8月         | 9月         | 10月        | 11月        | 12月        | 全年         |
| ----------------- | ----------- | ----------- | ----------- | ----------- | ----------- | ----------- | ----------- | ----------- | ----------- | ----------- | ----------- | ----------- | ------------ |
| 日均气温 °C（°F） | 23.4 (74.1) | 24.2 (75.6) | 25.6 (78.1) | 26.1 (79.0) | 25.7 (78.3) | 24.8 (76.6) | 24.5 (76.1) | 24.4 (75.9) | 24.3 (75.7) | 24.4 (75.9) | 24.2 (75.6) | 23.7 (74.7) | 24.7 (76.5)  |
| 平均降水量 mm（） | 79 (3.1)    | 74 (2.9)    | 71 (2.8)    | 188 (7.4)   | 144 (5.7)   | 132 (5.2)   | 128 (5.0)   | 113 (4.4)   | 155 (6.1)   | 264 (10.4)  | 296 (11.7)  | 196 (7.7)   | 1,840 (72.4) |
| 平均降雨天数      | 6           | 5           | 8           | 14          | 11          | 15          | 14          | 13          | 13          | 17          | 16          | 14          | 146          |
| 来源1：           |             |             |             |             |             |             |             |             |             |             |             |             |              |
| 来源2：           |             |             |             |             |             |             |             |             |             |             |             |             |              |

### 园林

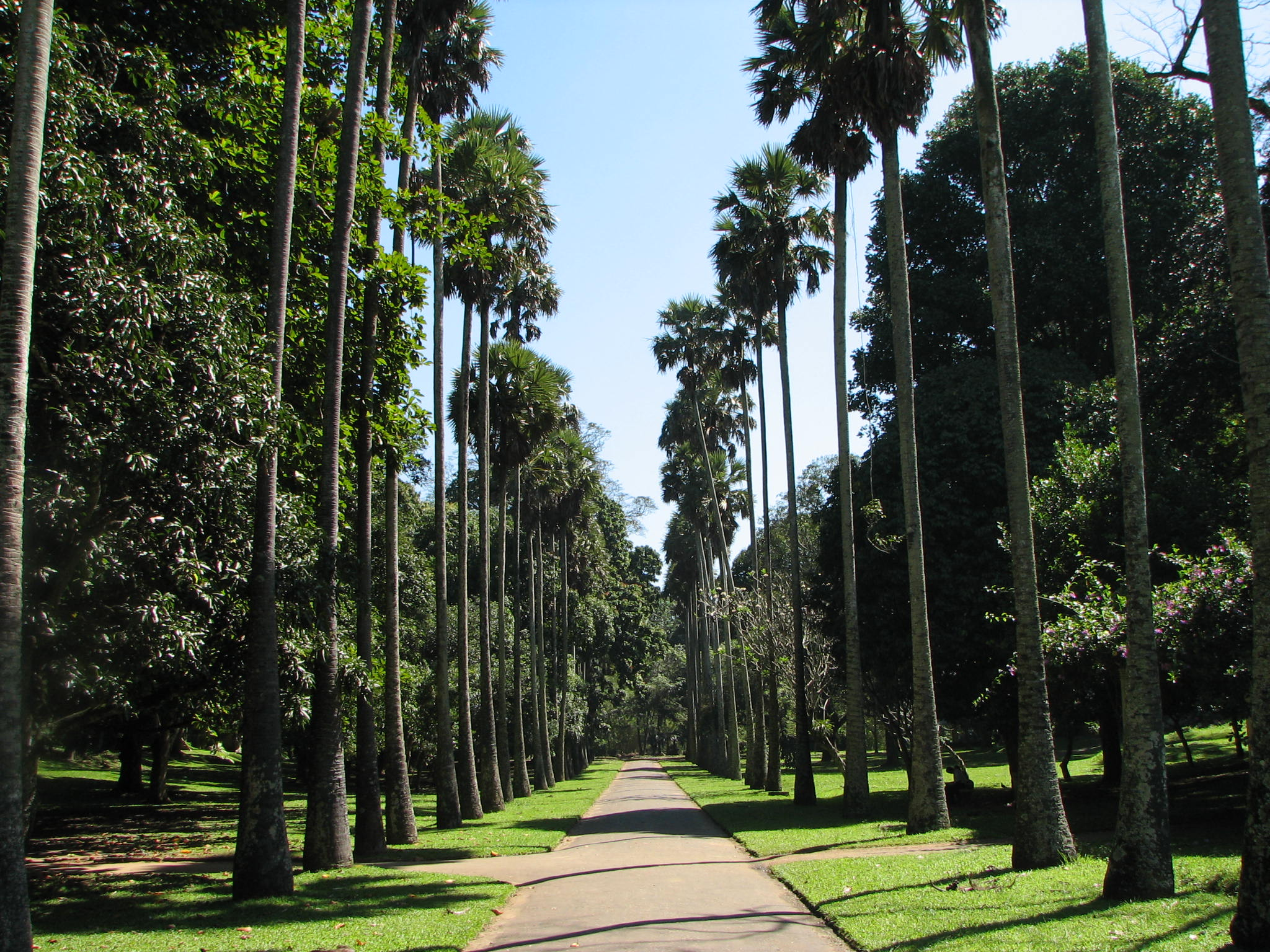
佩拉德尼亚植物园

- 佩拉德尼亚皇家植物园（Botanical Garden of Peradeniya）位于市中心以西5公里处的佩拉德尼亚区，每年有2百万游客入园参观[10]。这里是岛上最大的植物园，面积达147亩，种植有超过4千种植物。

- 乌达瓦塔（Udawatta Kele）自然保护区位于市中心，在佛牙寺北侧。在斯里兰卡语里被称为Uda Wasala Watta（意为皇宫上的花园），1856年设计为保护林，1938年成为保护区。

- 皇宫公园（Wace Park）是康提湖边的一个小公园。展示有二战期间英国第十四军在缅甸缴获的一门日军野炮，是东南亚战区盟军指挥路易斯·蒙巴頓赠与康提市的。

## 人口
康提的人口中以僧伽罗人为主，其他如摩尔人、泰米尔人等族群也有很大规模。
| 2007年康提人口民族比例 | 2007年康提人口民族比例 | 2007年康提人口民族比例 | 2007年康提人口民族比例 | 2007年康提人口民族比例 |
| ---------------------- | ---------------------- | ---------------------- | ---------------------- | ---------------------- |
| 人口                   | 人口                   |                        | 百分比                 | 百分比                 |
| 僧伽罗人               | 僧伽罗人               |                        | 70.48%                 | 70.48%                 |
| 摩尔人                 | 摩尔人                 |                        | 13.93%                 | 13.93%                 |
| 斯里兰卡泰米尔人       | 斯里兰卡泰米尔人       |                        | 8.57%                  | 8.57%                  |
| 印度裔泰米尔人         | 印度裔泰米尔人         |                        | 4.77%                  | 4.77%                  |
| 其他                   | 其他                   |                        | 2.26%                  | 2.26%                  |

| 民族             | 人口    | 占百分比 |
| ---------------- | ------- | -------- |
| 僧伽罗人         | 77,560  | 70.48    |
| 摩尔人           | 15,326  | 13.93    |
| 斯里兰卡泰米尔人 | 9,427   | 8.57     |
| 印度裔泰米尔人   | 5,245   | 4.77     |
| 其他             | 2,489   | 2.26     |
| 总计             | 110,049 | 100      |

参见：statistics.gov.lk